# 小叶蓝丁香
小叶蓝丁香（学名：Syringa meyeri var. spontanea）为木犀科丁香属蓝丁香的变种。分布在中国大陆的北京、辽宁沈阳等地，生长于海拔500米的地区，多生长于山坡石缝间，目前尚未由人工引种栽培。